# Заборово (Конінський повіт)
Заборово (пол. Zaborowo) — село в Польщі, у гміні Вежбінек Конінського повіту Великопольського воєводства.
Населення — 108 осіб (2011).
У 1975—1998 роках село належало до Конінського воєводства.

## Демографія
Демографічна структура станом на 31 березня 2011 року:
|          | Загалом | Допрацездатний вік | Працездатний вік | Постпрацездатний вік |
| -------- | ------- | ------------------ | ---------------- | -------------------- |
| Чоловіки | 53      | 11                 | 38               | 4                    |
| Жінки    | 55      | 12                 | 35               | 8                    |
| Разом    | 108     | 23                 | 73               | 12                   |